# Afromelanichneumon insignis
Afromelanichneumon insignis är en stekelart som beskrevs av Pisica 1988. Afromelanichneumon insignis ingår i släktet Afromelanichneumon och familjen brokparasitsteklar. Inga underarter finns listade i Catalogue of Life.